# Refuge San Gavinu
Il refuge San Gavinu è un rifugio alpino che si trova nel comune di San Gavino di Fiumorbo, in Corsica, a 1.300 m d'altezza nella valle del torrente Abatesco. Il rifugio ha 10 posti letto.